# Lago Flückiger
El Lago Flückiger (en alemán: Flückigersee) es un lago excavado en el Parque del Lago en el barrio Betzenhausen en el oeste de Friburgo de Brisgovia en Baden-Wurtemberg, Alemania. El lago comenzó a formarse cuando en los años 1920 se comenzó a excavar grava y arena. A partir de 1946 las excavaciones fueron hechas por el empresario Flückiger. Las excavaciones fueron terminadas en 1983 y el lago fue modificado para la Landesgartenschau de 1986. En la actualidad el lago tiene una superficie de 11 ha y la profundidad máxima es de unos 25 m.

## Enlaces
- Proyecto Ciudadano Lago Flückiger